# Cerkiew Theoskepasti w Pafos
Cerkiew Theoskepasti – prawosławna świątynia w Pafos, w metropolii Pafos Cypryjskiego Kościoła Prawosławnego.
Nazwa świątyni oznacza „zawoalowana przez Boga” i nawiązuje do popularnej legendy, jakoby obiekt sakralny znajdujący się na miejscu dzisiejszej cerkwi został cudownie uratowany przez najazdem arabskim: gdy napastnicy zbliżali się do Pafos, obiekt miał zostać spowity mgłą i nie został przez nich zauważony. Współcześnie istniejąca świątynia została wzniesiona w 1923. Znajduje się na wysokiej skale dominującej nad całą okolicą Pafos. W jej wnętrzu znajduje się rzeźbiony w drewnie ikonostas. Według tradycji przechowywana w cerkwi ikona Matki Bożej jest jednym z siedemdziesięciu wizerunków Maryi wykonanych przez ewangelistę Łukasza.